# Италианска космическа агенция
Италианската космическа агенция или ИКА (на италиански: Agenzia Spaziale Italiana, ASI) е основана пре 1988 г.
Нейните задачи са да координира и ръководи дейностите в Италия, свързани с космоса. Агенцията си сътрудничи с множество международни и италиански организации. На международно ниво ИКА осигурява италианската делегация за Европейската космическа агенция и подчинените ѝ органи.
Седалището на ИКА се намира в Рим, Италия. Космодрумът Сан Марко се намира до крайбрежието на Кения.